# Jiménez (cantão)
Jiménez é um cantão da Costa Rica, situado na província de Cartago, entre Alvarado e Turrialba ao norte, Turrialba ao sul e leste, e Paraíso ao oeste. Sua capital é a cidade de Juan Viñas. Possui uma área de 286,43 km² e sua população está estimada em 14.669 habitantes.

## Divisão política
Atualmente, o cantão de Jiménez possui 3 distritos:
|   | Nome do Distrito |
| - | ---------------- |
| 1 | Juan Viñas       |
| 2 | Tucurrique       |
| 3 | Pejibaye         |